# Front Popular d'Alliberament Unificat Oromo
El Front Popular d'Alliberament Unificat Oromo/United Oromo People's Liberation Front UOPLF, és un partit polític d'Etiòpia d'àmbit i ètnic oromo.
El 1989 el cap històric dels somalis de Bale, l'autoanomenat general Wako Gutu, que havia dirigit la guerrilla de Bale (1963-1972) i el Front d'Alliberament Somali Abo (1973-1989), va formar una facció que va agafar el nom de Front de Líders Populars Units Oromo/United Oromo People's Leadership Front UOPLF, o simplement Líders Populars Units Oromo/United Oromo People's Leadership UOPL. Wako Gutu i el UOPL es va aliar al Front Popular d'Alliberament del Tigre i el 1991 va constituir un grup polític nou anomenat Front Popular d'Alliberament Oromo sota la seva direcció i la de Abajebel Tahiro i Haji Mohammed Quta. El març de 1994 es va rebatejar com Front Popular d'Alliberament Unificat Oromo/United Oromo People's Liberation Front (probablement perquè es va unir a algun altre grup) si bé una facció va conservar el nom original (vegeu Front Popular d'Alliberament Oromo).
Wako Gutu va dirigir l'organització (UOPLF) fins a la seva mort el 2002. El general Muhammad Fara Hassan, àlies Aydid, de Somàlia (mort el 1996) va rebre un enviament de 7 avions d'armes d'Eritrea i en va cedir una part al Front d'Alliberament Oromo i al UOPL de Wako Gutu. El 31 d'agost de 1997 es va fundar a Mogadiscio un efímer Oromo-Somali-Afar Liberation Alliance (OSALA) que reclamava un estat islàmic a Etiòpia i Eritrea i acusava a Tigre i Eritrea d'imposar l'hegemonia judeocristiana. Estava integrat pel Front Popular d'Alliberament Unificat Oromo, el Front d'Alliberament Oromo Abo, el Front Popular d'Alliberament Somali, la Unió islàmica de Somàlia Occidental, l'Exèrcit Popular d'Alliberament Àfar i l'Organització Popular d'Alliberament Oromo. En canvi el Front d'Alliberament Oromo, que des de 1993 combatia altre cop amb les armes, no va donar suport a la idea d'un estat islàmic a Etiòpia.
El setembre del 2000 Wako Gutu fou un dels instigadors de la fundació del ULFO (Forces Unides d'Alliberament Oromo), però havent mort el 2002, la unitat es va esvair i ja no funcionava el 2003. El UOPLF va participar després, el 2020, al segon ULFO (Forces Unides d'Alliberament Oromo).